# Вандам, Жозеф Доминик Рене
Доминик-Жозеф Рене Вандамм (фр. Dominique-Joseph René Vandamme; 1770—1830) — французский военный деятель, дивизионный генерал (1799 год), граф (1809 год), участник революционных и наполеоновских войн. Имя генерала выбито на Триумфальной арке в Париже.

## Биография

### Юность
Сын Мориса Вандамма (фр. Maurice Joseph Bruno Vandamme; 1745—1819), хирурга из Касселя и Барб Франсуазы Баэр (фр. Marie Barbe Françoise Baert; 1743—1775). Окончил лицей Файдерб в Лилле, затем Военное училище в Париже, воспитывался маршалом де Бироном.
27 июля 1788 года записался в 4-й вспомогательный батальон колониального полка. 2 февраля 1789 года ступил на борт флейта «Урания» и 31 марта прибыл на Мартинику, где был сразу зачислен в полк этой колонии. Произведён в том же году в сержанты, но в 1790 году дезертировал и 29 апреля вернулся во Францию. 22 июня 1791 года снова поступил в армию солдатом в 24-й пехотный полк. 26 августа 1792 года получил отпуск. Воодушевлённый идеями революции, сформировал в своих родных местах отряд ополченцев, и возглавил его в качестве капитана. Он привёл его в Северную армию, где его рота была объединена с батальоном егерей Мон-Касселя. 5 сентября 1793 года Вандамм возглавил данный батальон.

### Революционные войны
27 сентября 1793 года, в возрасте 23 лет, произведён в бригадные генералы, участвовал во взятии Фюрна и Ипра. В июле 1794 года, находясь под командованием Моро, взял Ньивпорт, при этом большая часть эмигрантов, нашедших там убежище, была вырезана. Затем некоторое время замещал Моро в должности командира дивизии.
В мае 1795 года отозван из Северной армии и обвинён в организации террора во время кампаний 1793 и 1794 годов, а также в разграблении Фюрна. Комитет общественного спасения, однако, уже в сентябре снял с него обвинения и вернул на службу. В 1795—96 годах воевал в составе Самбро-Маасской и Рейнско-Мозельской армий.
Когда после провала Раштаттского конгресса война разгорелась вновь, Вандамм, произведённый 17 февраля 1799 года в дивизионные генералы, командовал 2-й дивизией Дунайской армии. Уже весной против него опять выдвинули обвинения в вымогательствах контрибуции, которую он затем присвоил, и грабежах; дело рассматривалось военным советом, но Вандамма снова решено было простить, и военный министр послал его на северо-запад Франции заниматься укреплением побережья.
С 19 сентября 1799 года Вандам находился в составе Голландской армии Брюна. Командовал левым крылом франко-батавских войск в сражениях с англичанами и русскими: отличился при Бергене и Кастрикуме.
20 января 1800 года вновь определён в Дунайскую армию своего друга Моро, участвовал в сражениях у Хоэнтвиля, Штокаха, Энгена, Месскирха и Меннингена.
8 августа 1800 года в Касселе женился на Мари т'Кинт (фр. Marie Sophie Françoise t'Kint; 1770—1837), от которой имел сына Огюстена (фр. Diomède Augustin Vandamme; 1801—1836) и дочь Жозефину (фр. Joséphine Vandamme; 1803—1804).
17 августа того же года опять обвинён в грабежах и неподчинении приказам, снова отстранён от командования, но немного времени спустя оказался в Граубюнденской армии Макдональда, где вновь отличился во время похода Массена в 1800-01 годах. По окончании войны и возвращении в Париж был принят Первым консулом.

### Войны эпохи Империи
29 августа 1803 года возглавил 2-ю пехотную дивизию в лагере Сент-Омер Армии Берегов Океана. В кампанию 1805 года со своей дивизией входил в состав 4-го армейского корпуса маршала Сульта Великой Армии. Нанёс первый в этой кампании удар по австрийцам, опрокинув у моста в Донаувёрте полк Коллоредо. В Аустерлицком сражении дивизия Вандамма атаковала самый ключевой пункт линии союзников — Праценские высоты. Безостановочное, совместно с дивизией Сент-Илера, наступление Вандамма против войск Милорадовича имело следствием разгром центра союзной армии, что и решило исход сражения в пользу Наполеона. Дивизия Вандамма 3 декабря оставалась на своей позиции у Тельница, пока генерал Шинер преследовал противника. 4-го числа она направилась через реку в Насселловиц, чтобы расположиться на ночевке в Бутшовице. В тот момент, когда голова колонны войск прибыла на мельницу Шпален, началась конференция между двумя императорами Франции и Австрии. Дивизия вернулась в Вену и с 23 декабря разместила там гарнизон. Она оставалась там до 12 января 1806 года. За это сражение генерал был награждён высшей наградой Франции – Большим орлом Почётного легиона. 25 декабря Наполеон устроил смотр дивизии, и похвалил за действия в ходе кампании. 23 января дивизия получила приказ в соответствии с общим движением 4-го корпуса выступить на следующий день через Ноймаркт на Амштеттен и Штайр, где она должна была дислоцироваться. В июне испросил отпуск и 16 июля 1806 года был заменён генералом Левалем во главе дивизии. Отбыл на родину во Фландрию и отправился на лечение в Спа.
В начале октябре, с началом Прусской кампании, Вандамм попросил вернуть ему командование его старой дивизией, однако данная просьба была отклонена. Генерал был вызван в Майнц и приписан к штабу Великой Армии. 21 октября отправился в Хальберштадт, где заменил генерала Малера на посту командира 3-й пехотной дивизии 6-го корпуса маршала Нея. С 29 октября по 11 ноября участвовал в осаде Магдебурга, сыграв главную роль в падении этой крепости, и получил похвалы от Императора.
27 ноября 1806 года Наполеон приказал Вандамму срочно оставить дивизию, отправиться в распоряжение своего младшего брата Жерома и взять на себя командование осадой Глогау. Суровый и энергичный характер Вандамма должны были помочь Жерому оккупировать Силезию. Во главе 2-й дивизии 9-го корпуса Вандамм: 5 декабря взял Глогау, 4 января 1807 года — Бреслау, 17 января — Бриг-на-Одере, 8 февраля — Швейдниц и 16 июня — Нейссе. Направившись затем к Глатцу, он 23 июня форсировал укреплённый лагерь, разбитый перед этим городом.
11 сентября 1807 года возглавил 16-й военный округ в Лилле. 16 августа 1808 года стал начальником Булонского лагеря.
11 марта 1809 года отправился в Хайденхайм, где 20 марта возглавил  1-ю дивизию вюртембергцев, входившую в 8-й корпус маршала Ожеро Армии Германии. 29 апреля, соединившись с маршалом Лефевром, разбил у Абенсберга австрийскую дивизию генерала Тьерри, участвовал в бою под Ландсхутом, 22 апреля, в ходе сражения при Экмюле взял одноимённый замок и город, а 17 мая энергично отбросил врага у Урфара. 1 июня сменил маршала Ожеро на посту командира всего корпуса. 6 июля был ранен при Ваграме. После окончания боевых действий направлен вместе с корпусом в Штирию, где беспощадными и жестокими мерами подавил выступления. 20 ноября 1809 года возвратился во Францию.
7 февраля 1810 года вновь стал начальником Булонского лагеря, заменив генерала Сен-Сюзанна, и позволил себе нагло поселиться в доме мэра, выбросив оттуда мебель. 12 мая 1811 года возглавил 2-ю дивизии наблюдательного корпуса в Булони. 24 августа 1811 года возглавил 14-й военный округ в Кане. С 21 февраля 1812 года командовал 2-й дивизией 8-го (Вестфальского) корпуса Великой Армии. В походе Наполеона в Россию 1812 года был назначен командовать 8-м (Вестфальским) корпусом Великой армии, но уже 6 августа (по другим данным, ещё 21 июня) был отстранён из-за ссоры с командующим войсками правого крыла «Великой армии» Жеромом Бонапартом, обвинившим его людей в грабежах на территории Великого герцогства Варшавского. В конце июля Вандамм покинул армию, уехал во Францию и поселился в Касселе.
Вновь призван в Великую Армию 18 марта 1813 года, получив в командование две территориальные дивизии. С 18 июня командовал 1-й и 2-й дивизиями 1-го армейского корпуса, с 1 июля 1813 года командовал всем 1-м армейским корпусом. Участвовал во взятии Гамбурга. Вызванный Наполеоном в Саксонию, он принял участие в операциях под Дрезденом, где ему было поручено действовать против тыла правого фланга Богемской армии союзников. Пытался поставить в критическое положение русские войска графа Остермана-Толстого, захватив на их пути выходы из Рудных гор, но это ему не удалось. Тогда, полагая, что его тыл прикрыт Наполеоном, Вандамм настойчиво атаковал Остермана-Толстого в сражении под Кульмом, но вскоре сам оказался в окружении, когда 30 августа в тылу у него показались русско-прусские войска Барклая-де-Толли. Пытался пробиться, но атакованный с нескольких сторон численно превосходящим противником, был вынужден сложить оружие. С ним капитулировало до 10 000 французов. Гибель 30-тысячного корпуса Вандамма изменила ход войны и вынудила Наполеона отводить войска из центральной Германии к Лейпцигу.
Когда Вандамма представили Александру I, в ответ на упрёки в насилиях над немцами и французскими эмигрантами он дерзко ответил: «По крайней мере меня не могут обвинить в убийстве своего отца», намекая на известное происшествие с Павлом I. Александр в ответ приказал отправить пленного Вандамма «на границу Сибири», однако с сентября по декабрь 1813 года тот находился в Москве, жил с комфортом в Кремле и принимался в лучших домах. Узнавший об этом император потребовал немедленно выслать Вандамма в Вятку с одним лишь денщиком. Там он жил с января 1814 года до конца мая, когда после получения известия об отречении Наполеона началось возвращение пленных во Францию. В середине июля он прибыл в Ригу и оттуда морем отплыл во Францию.
1 сентября 1814 года вернулся в Париж. При Бурбонах назначения в армию не получил, хотя и просил об этом. Во время «Ста дней» Наполеон сделал его пэром Франции, комендантом Дюнкерка, а 9 апреля 1815 назначил командующим 3-го армейского корпуса Северной армии Груши. Участвовал в битве при Линьи, затем добился заметного успеха при Вавре. Преследовал отступающих пруссаков, когда узнал о поражении императора при Ватерлоо.
Отступил со своим корпусом к Парижу. Несколько генералов предложили ему главное командование армией, но он отказался. Париж был занят союзниками, Вандамм с остатками войск отступил за Луару, после чего заявил о подчинении королю.

### Реставрация
Ордонансом 24 июля 1815 был исключён с военной службы, как и многие другие наполеоновские генералы, а 12 января 1816 был вынужден покинуть королевство. Не нашёл убежища в Бельгии и уехал в США. Ордонанс 1 декабря 1819 позволил ему вернуться на родину. Он был даже восстановлен 1 апреля 1820 на службе. Окончательная отставка последовала 1 января 1825, после чего Вандамм вернулся в Кассель и занялся писанием мемуаров.

## Оценка генерала
По словам современников, Вандамм был храбрым, умным и способным генералом, но отличался необузданным и строптивым характером, и имел прочную репутацию грубияна и грабителя. Наполеон однажды сказал о нём: «Если бы я потерял Вандамма, то не знаю, что бы я отдал, чтобы получить его обратно; но если бы имел двоих, я был бы вынужден приказать расстрелять одного». Но замечал: «Я поручил бы ему командовать авангардом в случае наступления на Люцифера в Аду». По свидетельству вестфальского офицера фон Лоссберга: «Никогда я не видел человека, который имел бы столь энергичную военную внешность, как Вандамм. Поистине, он походил на бога войны, который, однако, совершенно не знает слова «сострадание». Все его движения выдавали, что он был произведён в генералы при Робеспьере, поскольку выражали грубую и дикую силу... Я думаю, что он был ростом 5 футов 10 дюймов, относительно крепко скроен. Главными чертами его лица были очень резко очерченный, прекрасный по форме римский нос, большие чёрные глаза и тёмные волосы».

## Воинские звания
- Солдат (27 июля 1788 года);
- Капрал (14 сентября 1789 года);
- Сержант (29 апреля 1790 года);
- Капитан (13 сентября 1792 года);
- Командир батальона (5 сентября 1793 года);
- Бригадный генерал (27 сентября 1793 года);
- Дивизионный генерал (5 февраля 1799 года).

## Титулы

Герб графа

- Граф д’Энсебур и Империи (фр. comte d'Unsebourg et de l'Empire; декрет от 19 марта 1808 года, патент подтверждён 1 апреля 1809 года в Париже)[3][4];
- Пэр Франции (фр. pair de France; 2 июня 1815 года).

## Награды
Легионер ордена Почётного легиона (11 декабря 1803 года)
 Великий офицер ордена Почётного легиона (14 июня 1804 года)
 Знак Большого Орла ордена Почётного легиона (26 декабря 1805 года)
 Большой крест голландского королевского ордена Единства (20 марта 1807 года)
 Большой крест вюртембергского ордена «За военные заслуги» (29 февраля 1808 года)